# Кубок Греции по футболу 2005/2006
Кубок Греции 2005/2006 (греч. Κύπελλο Ελλάδος 2005/2006) — 64-й розыгрыш Кубка Греции по футболу.

## Пятый раунд
| Дата       | Хозяева         | Счёт | Гости      |
| ---------- | --------------- | ---- | ---------- |
| 20.12.2005 | Трасивулос      | 0:2  | Олимпиакос |
| 21.12.2005 | Агротикос       | 2:0  | Эрготелис  |
| 22.12.2005 | Этникос Астерас | 2:1  | Паниониос  |
| 22.12.2005 | Ионикос         | 1:4  | Ники Волос |
| 22.12.2005 | Ксанти          | 1:0  | Панахаики  |

| Дата 1 матча | Дата 2 матча | Хозяева   | Счёт 1 матча | Счёт 2 матча                    | Гости             |
| ------------ | ------------ | --------- | ------------ | ------------------------------- | ----------------- |
| 21.12.2005   | 11.1.2006    | АЕК Афины | 1:1          | 0:0 (доп. вр. 1:1, по пен. 4:3) | Этникос Пирей     |
| 21.12.2005   | 12.1.2006    | Лариса    | 0:0          | 2:1                             | Аполлон Каламария |
| 22.12.2005   | 17.1.2006    | Акратитос | 0:0          | 1:1 (по пен. 5:4)               | Эгалео            |

## 1/4 финала
| Дата 1 матча | Дата 2 матча | Хозяева         | Счёт 1 матча | Счёт 2 матча | Гости     |
| ------------ | ------------ | --------------- | ------------ | ------------ | --------- |
| 31.1.2006    | 8.2.2006     | Лариса          | 1:0          | 1:0          | Акратитос |
| 1.2.2006     | 8.2.2006     | Этникос Астерас | 1:1          | 0:4          | Агротикос |
| 2.2.2006     | 9.2.2006     | Олимпиакос      | 1:1          | 1:0          | Ксанти    |
| 7.2.2006     | 22.2.2006    | Ники Волос      | 0:0          | 0:2          | АЕК Афины |

## 1/2 финала
| Дата 1 матча | Дата 2 матча | Хозяева    | Счёт 1 матча | Счёт 2 матча | Гости     |
| ------------ | ------------ | ---------- | ------------ | ------------ | --------- |
| 21.3.2006    | 12.4.2006    | АЕК Афины  | 3:0          | 0:1          | Агротикос |
| 22.3.2006    | 12.4.2006    | Олимпиакос | 3:1          | 1:0          | Лариса    |

## Финал
| Дата      | Хозяева    | Счёт | Гости     |
| --------- | ---------- | ---- | --------- |
| 10.5.2006 | Олимпиакос | 3:0  | АЕК Афины |